# Équateur (fostă provincie)
Provincia Équateur (Ecuator) a fost o unitate administrativă de gradul I, o provincie   a Republicii Democrate Congo. Reședința sa este orașul Mbandaka.